# Damara (grupa etniczna)
Damara (nazywani także Nama, Namaqua) – lud afrykański zamieszkujący głównie Namibię. Ich populację szacuje się na blisko 200 tys. i stanowią około 8% ludności Namibii. Najsilniej skoncentrowani w północno-zachodniej części kraju. Posługują się językiem nama.
Sąsiadują z Buszmenami i Hotentotami, od których przejęli język. Zajmują się zbieractwem, łowiectwem i rolnictwem. Razem z Buszmenami są uznawani za najstarsze plemiona w Namibii. Ich pochodzenie pozostaje niejasne. 
Z plemienia Damara pochodzi prezydent Namibii – Hage Geingob.